# Saint-Pierre-le-Vieux (Seine-Maritime)
Saint-Pierre-le-Vieux település Franciaországban, Seine-Maritime megyében. Lakosainak száma 188 fő (2022. január 1.). Saint-Pierre-le-Vieux Avremesnil, Le Bourg-Dun, La Chapelle-sur-Dun, La Gaillarde és Gueures községekkel határos.

## Népesség
A település népessége az elmúlt években az alábbi módon változott:
| Lakosok száma | 196  | 191  | 197  | 192  | 192  | 195  | 194  | 194  | 188  |
|               | 2013 | 2015 | 2016 | 2017 | 2018 | 2019 | 2020 | 2021 | 2022 |